# Goniolimon elatum
Goniolimon elatum är en triftväxtart som först beskrevs av Fisch. och Spreng., och fick sitt nu gällande namn av Pierre Edmond Boissier. Goniolimon elatum ingår i släktet Goniolimon och familjen triftväxter. Inga underarter finns listade i Catalogue of Life.